# Morskranes
Morskranes is een dorp dat behoort tot de gemeente Sjóvar kommuna in het westen van het eiland Eysturoy op de Faeröer. Morskranes heeft 45 inwoners. De postcode is FO 496. Morskranes werd gesticht in het jaar 1877. Het dorp ligt aan de weg van Strendur naar Selatrað.